# 埃特斯堡
埃特斯堡是德国图林根州的一个市镇。总面积2.92平方公里(1.13平方英里)，总人口667人，密度230人/平方公里(590人/平方英里)。